# NGC 1072
NGC 1072 في الفهرس العام الجديد، هي مجرة، تقع في كوكبة قيطس. اكتشفت في 20 ديسمبر 1881 بواسطة إدوارد ستيفان.

## روابط خارجية
- NGC 1072 على موقع ويكي سكاي: DSS2, SDSS, GALEX, IRAS, Hydrogen α, X-Ray, Astrophoto, Sky Map, Articles and images